# 위대한 환상
《위대한 환상》(La Grande Illusion, The Grand Illusion)은 프랑스에서 제작된 장 르누아르 감독의 1937년 드라마 영화이다. 장 가뱅 등이 주연으로 출연하였고 프랭크 롤머 등이 제작에 참여하였다. 영화의 제목인 위대한 환상은 영국의 작가 노먼 에인절의 저서 《거대한 환상》(영어: The Grand Illusion)에서 유래했다.
이 영화는 영화 비평가와 역사가들에 의해 프랑스 영화 중 걸작 중 하나로 간주된다.

## 출연

### 주연
- 장 가뱅
- 디타 파를로

### 조연
- 피에르 프레네
- 에리히 폰 슈트로하임
- 장 더스
- 가스통 모돗
- 마르셀 달리오

## 기타
- 미술: 유진 로리